# Cascade de Faillitoux
La cascade de Faillitoux est une chute d'eau naturelle du Massif central, située dans les monts du Cantal, sur la commune de Thiézac, près de Vic-sur-Cère dans le département français du Cantal.

## Hydrologie
Native à 1032 m d'altitude, la cascade présente une chute d'environ 41 m est alimentées par le ruisseau de Lasmolineries, affluent en rive droite de la Cère.

## Localisation
Au nord-ouest de Thièzac et au nord du hameau de Lasmolineries, la route départementale 59 embranchée sur le parking de la Roucolle situé entre Thiézac et Vic-sur-Cère sur la route nationale 122, s'approche à moins de 500 m de la cascade par le sud. Le parking de la Roucolle dessert la très proche cascade de Roucolle également sur le ruisseau de Lasmolineries, peu avant sa confluence.

## Description
Dans un environnement herbager et forestier, la chute haute de 41 m laisse apparaître des Orgues volcaniques.

## Protection
C'est un site inscrit depuis le 28 janvier 1942.